# Zelené peří
Zelené peří je poetický pořad, který vymyslel Mirek Kovářík. Původně v 60. letech dvacátého století pro Československý rozhlas, po jeho zákazu od roku 1976 dostal klubovou podobu a fungoval v pražském divadle Rubín a brněnském Studiu Horizont.
Zelené peří bylo prostorem představujícím mladé autory do třiceti let. Kovářík ve svém pořadu představil na 2000 autorů, mezi nimi například Svatavu Antošovou, Alexandru Berkovou, Bohumila Ždichynce, začínal zde i Jaroslav Dušek nebo slovenský básník Juraj Kuniak. Společně s Kováříkem pořad moderovala i herečka Zdena Hadrbolcová.
V letech 1993–2011 existovala i rozhlasová verze vysílaná na stanici ČRo 2 – Praha, pořad zařadila do svého programu i Městská knihovna v Praze.
Vybraní autoři vyšli v těch sbornících:
- Zelené peří : almanach mladé české poezie (Mladá fronta, 1987)
- Zelené peří II : Minialmanach mladé poezie (Český spisovatel, 1994)